# Szumátrai vadkutya
A szumátrai vadkutya (Cuon alpinus sumatrensis) az emlősök (Mammalia) osztályának ragadozók (Carnivora) rendjébe, ezen belül a kutyafélék (Canidae) családjába tartozó ázsiai vadkutya (Cuon alpinus) egyik alfaja.
Mivel a Maláj-félszigeten is  előfordul, ezért ismert maláj vadkutya néven is.

## Előfordulása
A szumátrai vadkutya előfordulási területe magába foglalja a Maláj-félszigetet, Szumátrát és Jávát; bár egyes feltételezések szerint a Szunda-szigetekre az ember telepíthette. Szingapúr területéről kihalt.

## Megjelenése
Az ázsiai vadkutyák között ez a legkisebb alfaj. Szőrzete élénk vörös. Mivel meleg térségekben él, nála hiányzik az alsó, szigetelő bunda réteg. Amellett, hogy a legkisebb, a legsötétebb is. Nagyon hasonlít az alpesi vadkutya (Cuon alpinus alpinus) legdélebbi állományainak egyedeihez, azonban a háta feketébb árnyalatú.

## Életmódja
Az esőerdők, bozótosok és füves puszták lakója. Ragadozó, kisebb állatokkal táplálkozik.

## Fordítás
- Ez a szócikk részben vagy egészben  a   Sumatran dhole című angol Wikipédia-szócikk ezen változatának fordításán alapul.  Az eredeti cikk szerkesztőit annak laptörténete sorolja fel. Ez a jelzés csupán a megfogalmazás eredetét és a szerzői jogokat jelzi, nem szolgál a cikkben szereplő információk forrásmegjelöléseként.